# (7711) Říp
(7711) Říp ist ein Asteroid des äußeren Hauptgürtels, der am 2. Dezember 1994 vom tschechischen Astronomen Zdeněk Moravec am Kleť-Observatorium (IAU-Code 046) in der Nähe der Stadt Český Krumlov in Südböhmen entdeckt wurde.
Der Himmelskörper wurde am 11. Februar 1998 nach dem Říp benannt, einem 456 m hohen Berg im Okres Litoměřice in Tschechien, der lange Zeit ein katholischer Wallfahrtsort war und in seiner Gesamtheit als nationales Kulturdenkmal ausgewiesen ist.